# Polarkreis (Geometrie)

Polarkreis

4 Kreismittelpunkte auf einer Geraden:
Polarkreis (d). Umkreis (e), Feuerbachkreis (t), Umkreis des Tangentendreiecks (s)

Der Polarkreis (Geometrie) ist ein spezieller Kreis stumpfwinkliger Dreiecke. Er ist definiert als der Kreis, dessen Mittelpunkt dem Höhenschnittpunkt und dessen quadrierter Radius dem Produkt der Streckenlängen vom  Höhenschnittpunkt zum Höhenfußpunkt und Höhenschnittpunkt zum Eckpunkt entspricht.
Für ein Dreieck {\displaystyle \triangle ABC} mit stumpfem Winkel {\displaystyle \alpha } in {\displaystyle A}, Höhenschnittpunkt {\displaystyle H} und Höhenfußpunkten {\displaystyle F_{a}}, {\displaystyle F_{b}} und {\displaystyle F_{c}}  besitzt der zugehörige Polarkreis den Mittelpunkt {\displaystyle H} und den Radius
{\displaystyle {\begin{aligned}r_{p}&={\sqrt {|HF_{a}|\cdot |HA|}}\\&={\sqrt {|HF_{b}|\cdot HB|}}\\&={\sqrt {|HF_{c}|\cdot |HC|}}\end{aligned}}}
Hierbei erhält man die Höhenfußpunkte des Dreiecks durch eine Kreisspiegelung seiner Eckpunkte am Polarkreis und umgekehrt. Der Radius des Polarkreises lässt sich auch über die beiden folgenden Formeln berechnen:
{\displaystyle {\begin{aligned}r_{p}&={\sqrt {-4R^{2}\cos(\alpha )\cos(\beta )\cos(\gamma )}}\\&={\sqrt {4R^{2}-{\frac {1}{2}}(a^{2}+b^{2}+c^{2})}}\end{aligned}}}
Dabei bezeichnet {\displaystyle R} den Umkreisradius. Für spitzwinklige Dreiecke wird der Ausdruck unter der Quadratwurzel negativ und für rechtwinklige Dreiecke 0; damit kann man der Formel entnehmen, ob ein stumpfwinkliges Dreieck vorliegt beziehungsweise ein Polarkreis definiert ist.
Der Mittelpunkt des Polarkreises liegt mit den Mittelpunkten von drei weiteren mit dem Dreieck {\displaystyle \triangle ABC} assoziierten Kreisen auf einer gemeinsamen Geraden. Dies sind der Mittelpunkt des Umkreises, der Mittelpunkt des Feuerbachkreises und der Mittelpunkt des Umkreises des Tangentendreiecks von {\displaystyle \triangle ABC}. Außerdem gehen der Feuerbachkreis und der Umkreis des Dreiecks auseinander durch eine Spiegelung am Polarkreis hervor.